# Степное (Абайский сельский округ)
Степное (каз. Степное) — упразднённое село в Иртышском районе Павлодарской области Казахстана. Ликвидировано в 2001 г. Входило в состав Абайского сельского округа.

## Население
В 1989 году население села составляло 43 человека.

По данным переписи 1999 года в селе проживало 48 человек (24 мужчины и 24 женщины).